# Olague
Olague (nom officiel, en basque) ou Olagüe (en castillan) est un village situé dans la commune d'Anue dans la Communauté forale de Navarre, en Espagne. Il est doté du statut de concejo.
Olague est situé dans la zone linguistique bascophone de Navarre.

## Situation

Commune d'Anue